# Dióxido de carbono
Dióxido de carbono (fórmula química CO2) é um composto químico formado por moléculas, cada uma com um átomo de carbono ligado covalentemente a dois átomos de oxigênio. Encontra-se no estado gasoso à temperatura ambiente. No ar, o dióxido de carbono é transparente à luz visível, mas absorve a radiação infravermelha, agindo como um gás de efeito estufa. É um gás traço na atmosfera da Terra em 421 partes por milhão (ppm), ou cerca de 0,04% em volume (em maio de 2022), tendo subido dos níveis pré-industriais de 280 ppm. A queima de combustíveis fósseis é a principal causa dessas concentrações aumentadas de CO2 e também a principal causa da mudança climática. O dióxido de carbono é solúvel em água e é encontrado em águas subterrâneas, lagos, calotas polares e água do mar. Quando o dióxido de carbono se dissolve na água, forma carbonato e principalmente bicarbonato (
HCO−
3), que causa a acidificação oceânica à medida que os níveis de CO2 atmosférico aumentam.
Como fonte de carbono disponível no ciclo do carbono, o CO2 atmosférico é a principal fonte de carbono para a vida terrestre. Sua concentração na atmosfera pré-industrial da Terra desde o final do Pré-Cambriano foi regulada por organismos e fenômenos geológicos. Plantas, algas e cianobactérias usam energia da luz solar para sintetizar carboidratos a partir de dióxido de carbono e água em um processo chamado fotossíntese, que produz oxigênio como produto residual. Por sua vez, o oxigênio é consumido e o CO2 é liberado como resíduo por todos os organismos aeróbicos quando eles metabolizam compostos orgânicos para produzir energia pela respiração. O CO2 é liberado de materiais orgânicos quando eles se decompõem ou entram em combustão, como em incêndios florestais. Uma vez que as plantas requerem CO2 para a fotossíntese, e os humanos e os animais dependem das plantas para se alimentar, o CO2 é necessário para a sobrevivência da vida na Terra.
O dióxido de carbono é 53% mais denso que o ar seco, mas tem vida longa e se mistura completamente na atmosfera. Cerca de metade das emissões de CO2 em excesso para a atmosfera são absorvidas pelos sequestros de carbono terrestres e oceânicos. Esses sequestros podem ficar saturados e são voláteis, pois a decomposição e os incêndios florestais resultam na liberação de CO2 de volta à atmosfera. O CO2 é eventualmente sequestrado (armazenado por longo prazo) em rochas e depósitos orgânicos como carvão, petróleo e gás natural. O CO2 sequestrado é liberado na atmosfera através da queima de combustíveis fósseis ou naturalmente por vulcões, fontes termais, gêiseres e quando rochas carbonáticas se dissolvem na água ou reagem com ácidos.
O CO2 é um material industrial versátil, utilizado, por exemplo, como gás inerte em soldagem e extintores de incêndio, como gás pressurizador em pistolas de ar e recuperação de óleo e como solvente fluido supercrítico na descafeinação de café e secagem supercrítica. É um subproduto da fermentação de açúcares na produção de pão, cerveja e vinho, e é adicionado a bebidas carbonatadas como água com gás e cerveja para efervescência. Tem um odor forte e ácido e gera um gosto de água com gás na boca, mas em concentrações normalmente encontradas é inodoro.

## Propriedades químicas e físicas

### Propriedades físicas

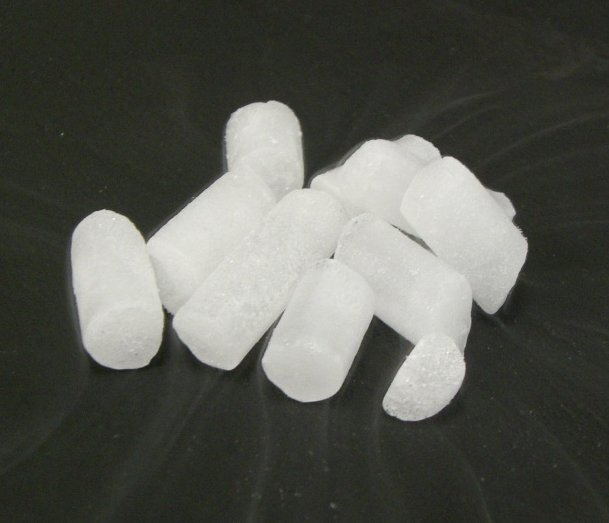
Pellets de "gelo seco", uma forma comum de dióxido de carbono sólido

O dióxido de carbono é incolor. Em baixas concentrações, o gás é inodoro; entretanto, em concentrações suficientemente altas, tem um odor forte e ácido. Em temperatura e pressão padrão, a densidade do dióxido de carbono é de cerca de 1,98 kg/m3, cerca de 1,53 vezes a do ar.
O dióxido de carbono não tem estado líquido a pressões abaixo de 0.51795(10) MPa(5.11177(99) atm). A uma pressão de 1 atm (0.101325 MPa), o gás se deposita diretamente em um sólido a temperaturas abaixo de 194.6855(30) K(−78.4645(30) °C) e o sólido sublima diretamente a um gás acima desta temperatura. Em seu estado sólido, o dióxido de carbono é comumente chamado de gelo seco.

Diagrama de fase pressão-temperatura do dióxido de carbono. Observe que é um gráfico log-lin

O dióxido de carbono líquido se forma apenas em pressões acima de 0.51795(10) MPa(5.11177(99) atm); o ponto triplo do dióxido de carbono é de 216.592(3) K(−56.558(3) °C) a 0.51795(10) MPa(5.11177(99) atm) (consultar o diagrama de fase). O ponto crítico é de 304.128(15) K(30.978(15) °C) a 7.3773(30) MPa(72.808(30) atm). Outra forma de dióxido de carbono sólido observada em alta pressão é um sólido amorfo semelhante ao vidro. Essa forma de vidro, chamada carbonia, é produzida por superresfriamento de CO 2 aquecido a pressões extremas (40–48 GPa, ou cerca de quatrocentas mil atmosferas) em uma bigorna de diamante. Esta descoberta confirmou a teoria de que o dióxido de carbono poderia existir em um estado de vidro semelhante a outros membros de sua família elementar, como o dióxido de silício (vidro de sílica) e o dióxido de germânio. Ao contrário dos vidros de sílica e germânia, no entanto, o vidro de carbonia não é estável em pressões normais e reverte para gás quando a pressão é liberada.
Em temperaturas e pressões acima do ponto crítico, o dióxido de carbono se comporta como um fluido supercrítico conhecido como dióxido de carbono supercrítico.
Tabela de propriedades térmicas e físicas do dióxido de carbono líquido saturado:
| Temperatura (°C) | Densidade | Calor específico (kJ/kg K) | Viscosidade cinemática (m^2/s) | Condutividade (W/m K) | Difusividade térmica (m^2/s) | Número de Prandtl | Módulo de massa (K^-1) |
| -50              | 1156.34   | 1.84                       | 1.19E-07                       | 0.0855                | 4.02E-08                     | 2.96              | -                      |
| -40              | 1117.77   | 1.88                       | 1.18E-07                       | 0.1011                | 4.81E-08                     | 2.46              | -                      |
| -30              | 1076.76   | 1.97                       | 1.17E-07                       | 0.1116                | 5.27E-08                     | 2.22              | -                      |
| -20              | 1032.39   | 2.05                       | 1.15E-07                       | 0.1151                | 5.45E-08                     | 2.12              | -                      |
| -10              | 983.38    | 2.18                       | 1.13E-07                       | 0.1099                | 5.13E-08                     | 2.2               | -                      |
| 0                | 926.99    | 2.47                       | 1.08E-07                       | 0.1045                | 4.58E-08                     | 2.38              | -                      |
| 10               | 860.03    | 3.14                       | 1.01E-07                       | 0.0971                | 3.61E-08                     | 2.8               | -                      |
| 20               | 772.57    | 5                          | 9.10E-08                       | 0.0872                | 2.22E-08                     | 4.1               | 1.40E-02               |
| 30               | 597.81    | 36.4                       | 8.00E-08                       | 0.0703                | 0.279E-08                    | 28.7              | -                      |

Tabela de propriedades térmicas e físicas do dióxido de carbono (CO2) à pressão atmosférica:
| Temperatura (K) | Densidade (kg/m^3) | Calor específico (kJ/kg °C) | Viscosidade dinâmica (kg/m s) | Viscosidade cinemática (m^2/s) | Condutividade térmica | Difusividade térmica (m^2/s) | Número de Prandtl |
| 220             | 2.4733             | 0.783                       | 1.11E-05                      | 4.49E-06                       | 0.010805              | 5.92E-06                     | 0.818             |
| 250             | 2.1657             | 0.804                       | 1.26E-05                      | 5.81E-06                       | 0.012884              | 7.40E-06                     | 0.793             |
| 300             | 1.7973             | 0.871                       | 1.50E-05                      | 8.32E-06                       | 0.016572              | 1.06E-05                     | 0.77              |
| 350             | 1.5362             | 0.9                         | 1.72E-05                      | 1.12E-05                       | 0.02047               | 1.48E-05                     | 0.755             |
| 400             | 1.3424             | 0.942                       | 1.93E-05                      | 1.44E-05                       | 0.02461               | 1.95E-05                     | 0.738             |
| 450             | 1.1918             | 0.98                        | 2.13E-05                      | 1.79E-05                       | 0.02897               | 2.48E-05                     | 0.721             |
| 500             | 1.0732             | 1.013                       | 2.33E-05                      | 2.17E-05                       | 0.03352               | 3.08E-05                     | 0.702             |
| 550             | 0.9739             | 1.047                       | 2.51E-05                      | 2.57E-05                       | 0.03821               | 3.75E-05                     | 0.685             |
| 600             | 0.8938             | 1.076                       | 2.68E-05                      | 3.00E-05                       | 0.04311               | 4.48E-05                     | 0.668             |
| 650             | 0.8143             | 1.1                         | 2.88E-05                      | 3.54E-05                       | 0.0445                | 4.97E-05                     | 0.712             |
| 700             | 0.7564             | 1.13E+00                    | 3.05E-05                      | 4.03E-05                       | 0.0481                | 5.63E-05                     | 0.717             |
| 750             | 0.7057             | 1.15                        | 3.21E-05                      | 4.55E-05                       | 0.0517                | 6.37E-05                     | 0.714             |
| 800             | 0.6614             | 1.17E+00                    | 3.37E-05                      | 5.10E-05                       | 0.0551                | 7.12E-05                     | 0.716             |

## Na atmosfera da terra
A libertação de dióxido de carbono vinda da queima de combustíveis fósseis e mudanças no uso da terra (desmatamentos e queimadas, principalmente) impostas pelo homem constituem importantes alterações nos estoques naturais de carbono e tem um papel fundamental na mudança do clima do planeta. Outros grandes emissores são a produção de cimento e aço, refinaria de petróleo e indústria petroquímica. Por exemplo, o ácido acrílico, um importante monómero é produzido em uma quantidade de mais de 5 milhões de toneladas/ano. O desafio é o desenvolvimento desses processos é encontrar um catalisador adequado e condições de processo que maximizem a formação do produto e minimizem a produção de CO2.
O excesso de dióxido de carbono que atualmente é lançado para a atmosfera resulta da queima de combustíveis fósseis principalmente pelo setor industrial e de transporte. Além disso, reservatórios naturais de carbono e os sumidouros (ecossistemas com a capacidade de absorver CO2) também estão sendo afetados por ações antrópicas. Devido o solo possuir um estoque 2 a 3 vezes maior que a atmosfera, mudanças no uso do solo podem ser importante fonte de carbono para a atmosfera.
Nas últimas décadas, devido à enorme queima de combustíveis fósseis, a quantidade de gás carbônico na atmosfera tem aumentado muito. Há evidência científica de que o aquecimento global tem íntima relação com o aumento de CO2.
A concentração de CO2 na atmosfera começou a aumentar no final do século XVIII, quando ocorreu a revolução industrial, a qual demandou a utilização de grandes quantidades de carvão mineral e petróleo como fontes de energia. Desde então, a concentração de CO2 passou de 280 ppm (partes por milhão) no ano de 1750, para os 403 ppm atuais, representando um incremento de aproximadamente 44%.
Este acréscimo na concentração de CO2 implica o aumento da capacidade da atmosfera em reter calor e, consequentemente, da temperatura do planeta. Dados na seção de Warming Climate do National Climatic Data Center mostram uma clara tendência no aumento da temperatura, acompanhando de modo palpável o aumento na taxa de CO2. Em um artigo do Earth Observatory da Nasa são revelados registros que mostram que a temperatura atualmente é a mais alta em um período de, pelo menos, 1 000 anos, e em páginas subsequentes é demonstrado que, embora as emissões de CO2 pelos vulcões e o ciclo de máximo e mínimo solar continuem a atuar no processo natural de aquecimento, eles não são os responsáveis pelo aquecimento atual, pois, segundo dados coletados, eles têm influência muito pequena no anômalo crescimento da temperatura que vem acontecendo nos últimos 100 anos, e que as emissões de CO2 resultante das atividades humanas são 100 vezes maiores do que as emissões vulcânicas.

## Produção

### Industrial processes
O dióxido de carbono pode ser obtido por destilação do ar, mas o método é ineficiente. Industrialmente, o dióxido de carbono é predominantemente um produto residual não recuperado, produzido por vários métodos que podem ser praticados em várias escalas.

#### Combustão
A combustão de todos os combustíveis à base de carbono, como metano (gás natural), destilados de petróleo (gasolina, diesel, querosene, propano), carvão, madeira e matéria orgânica genérica produz dióxido de carbono e, exceto no caso de carbono puro, água. Como exemplo, a reação química entre metano e oxigênio:
{\displaystyle {\ce {CH4 + 2 O2 -> CO2 + 2 H2O}}}
O ferro é reduzido de seus óxidos com coque em um alto-forno, produzindo ferro-gusa e dióxido de carbono:
{\displaystyle {\ce {Fe2O3 + 3 CO -> 3 CO2 + 2 Fe}}}

## Usos comerciais
O dióxido de carbono é usado pelas indústrias alimentícia, petrolífera e química. O composto tem vários usos comerciais, mas um de seus maiores usos como produto químico é na produção de bebidas carbonatadas; fornece o brilho em bebidas carbonatadas, como água com gás, cerveja e espumante.

### Precursor de produtos químicos
Na indústria química, o dióxido de carbono é consumido principalmente como ingrediente na produção de ureia, sendo uma fração menor utilizada para produzir metanol e uma série de outros produtos. Alguns derivados de ácido carboxílico, como o salicilato de sódio, são preparados usando CO2 pela reação de Kolbe-Schmitt.
Além dos processos convencionais que utilizam CO2 para produção química, métodos eletroquímicos também estão sendo explorados em nível de pesquisa. Em particular, o uso de energia renovável para produção de combustíveis a partir de CO2 (como o metanol) é atraente, pois pode resultar em combustíveis que podem ser facilmente transportados e usados em tecnologias de combustão convencionais, mas sem emissões líquidas de CO2.

### Agricultura
As plantas requerem dióxido de carbono para realizar a fotossíntese. As atmosferas das estufas podem (se forem grandes, devem) ser enriquecidas com CO2 adicional para sustentar e aumentar a taxa de crescimento das plantas. Em concentrações muito altas (100 vezes a concentração atmosférica ou superior), o dióxido de carbono pode ser tóxico para a vida animal, portanto, aumentar a concentração para 10 000 ppm (1%) ou mais por várias horas eliminará pragas como moscas-brancas e ácaros em uma estufa.

### Alimentos

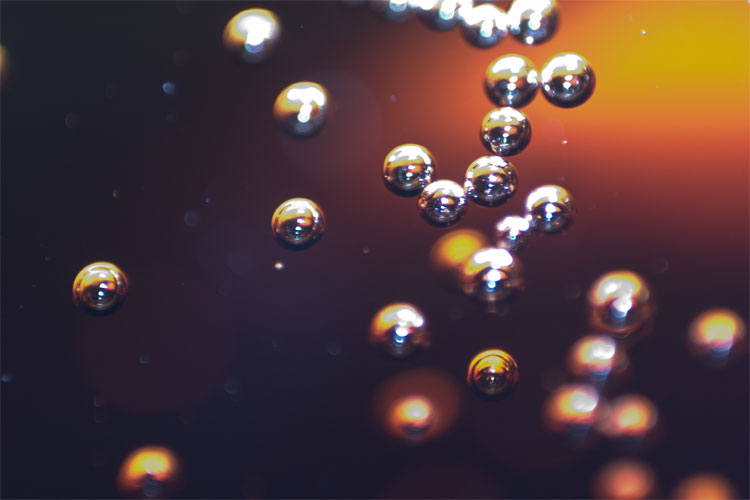
Bolhas de dióxido de carbono em um refrigerante

O dióxido de carbono é um aditivo alimentar utilizado como propulsor e regulador de acidez na indústria alimentícia. É aprovado para uso na UE (listado como número E E290), EUA e Austrália e Nova Zelândia (listado por seu número SIN 290).
Um doce chamado Pop Rocks é pressurizado com dióxido de carbono a cerca de quatro mil kPa. Quando colocado na boca, ele se dissolve (como qualquer outro rebuçado) e libera as bolhas de gás com um estalo audível.
Os agentes de fermentação fazem a massa crescer produzindo dióxido de carbono. A levedura de padeiro produz dióxido de carbono por fermentação de açúcares dentro da massa, enquanto fermentos químicos, como fermento em pó e bicarbonato de sódio, liberam dióxido de carbono quando aquecidos ou se expostos a ácidos.

#### Bebidas
O dióxido de carbono é usado para produzir refrigerantes carbonatados e água com gás. Tradicionalmente, a carbonatação da cerveja e do espumante acontecia por meio da fermentação natural, mas muitos fabricantes carbonatam essas bebidas com o dióxido de carbono recuperado do processo de fermentação. No caso da cerveja engarrafada e barril, o método mais comum utilizado é a carbonatação com dióxido de carbono reciclado. Com exceção da cerveja real britânica, o chope geralmente é transferido de barris em uma sala fria ou porão para torneiras de distribuição no bar usando dióxido de carbono pressurizado, às vezes misturado com nitrogênio.
O sabor da água com gás (e as sensações gustativas relacionadas em outras bebidas carbonatadas) é um efeito do dióxido de carbono dissolvido, e não das bolhas estouradas do gás. A anidrase carbônica 4 converte-se em ácido carbônico levando a um sabor azedo, e também o dióxido de carbono dissolvido induz uma resposta somatossensorial.